# Мала-Ліпка
Мала-Ліпка (пол. Mała Lipka) — село в Польщі, у гміні Новий Томишль Новотомиського повіту Великопольського воєводства.
У 1975-1998 роках село належало до Познанського воєводства.